# Fabrella
Fabrella es un género de hongos en la familia Hemiphacidiaceae. Es un género monotípico, y contiene la especie Fabrella tsugae.